# Premio Pulitzer 1953
Quella del 1953 fu la trentasettesima assegnazione dei Premi Pulitzer e vide il conferimento di tredici premi in quattordici categorie, otto relative al mondo del giornalismo e sei relative al mondo della letteratura, della drammaturgia e della musica, a cui fu aggiunta una menzione speciale nel campo del giornalismo.
Quest'edizione vide la divisione della categoria "giornalismo locale" in due diverse categorie: "giornalismo locale di ultim'ora", chiamata fino al 1963 "Pulitzer Prize for Local Reporting, Edition Time", e "giornalismo locale investigativo", chiamato fino al 1963 "Pulitzer Prize for Local Reporting, No Edition Time", mentre il premio per il "giornalismo locale" verrà ripristinato solo nel 2007.
In quest'edizione, la giuria fu composta da 15 membri, tra cui il presidente della Columbia University, Grayson Kirk, e fu presieduta da Joseph Pulitzer, redattore del St. Louis Post-Dispatch nonché omonimo figlio del fondatore dei premi Pulitzer, Joseph Pulitzer.

## Giornalismo
- Pubblico servizio:

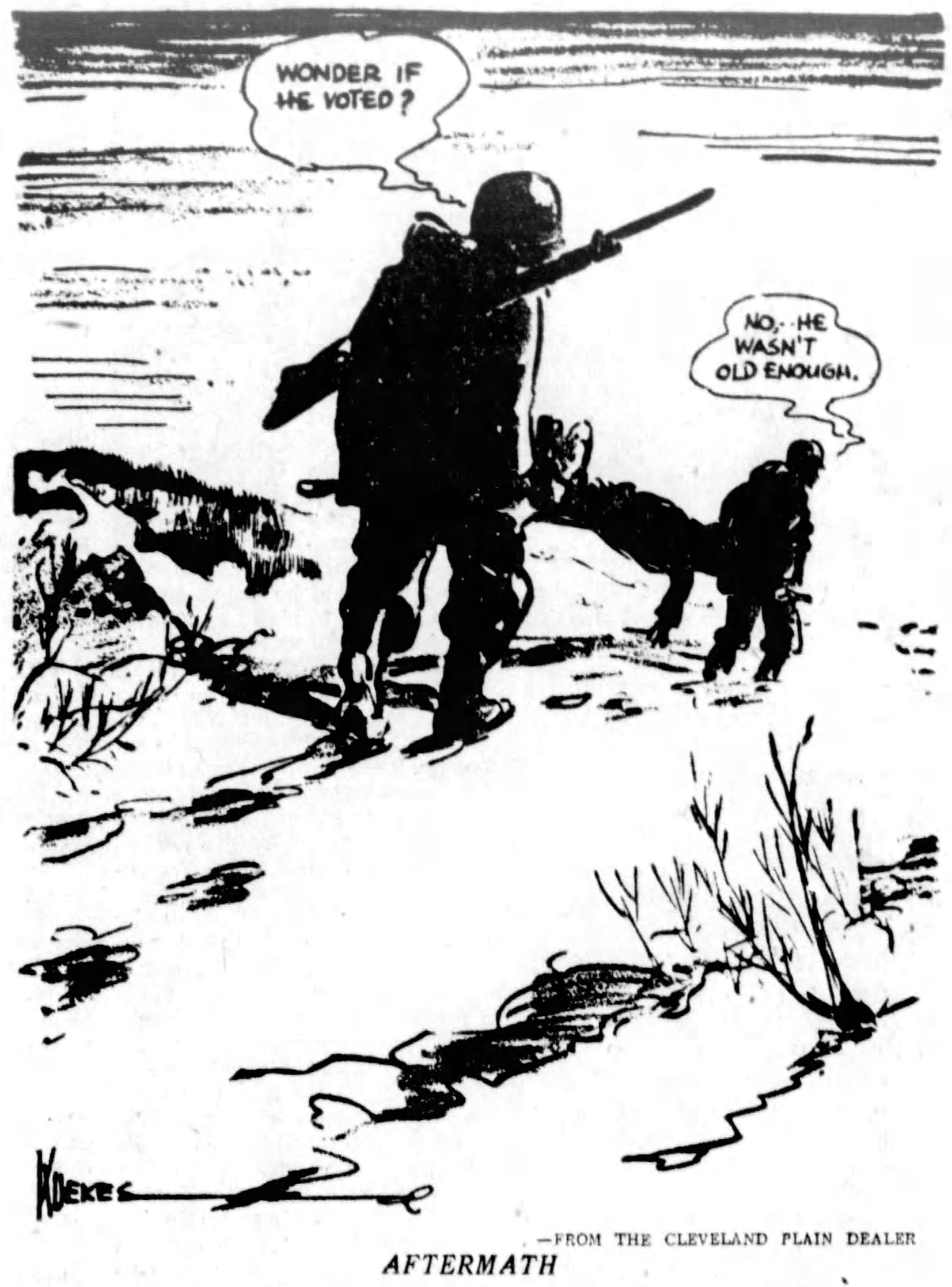
Aftermath, vincitrice del premio per la miglior vignetta editoriale

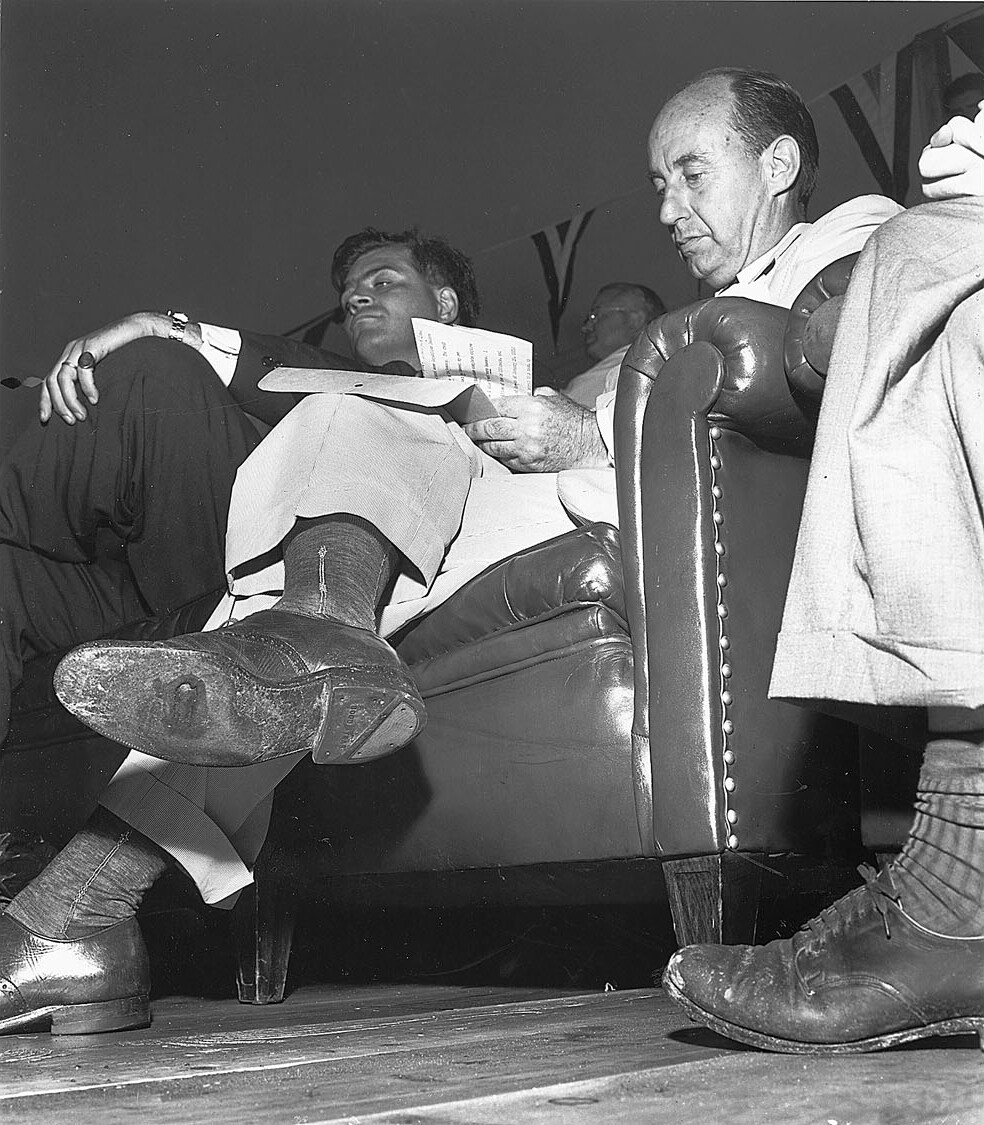
Adlai Bares His Sole, la fotografia vincitrice del Premio Pulitzer del 1953

  - The News Reporter e The Tabor City Tribune , due settimanali della Carolina del Nord, per la loro campagna contro il Ku Klux Klan, condotta nei propri territori e a rischio sia di perdite economiche che dell'incolumità dei propri giornalisti, che si è conclusa con la condanna di oltre cento membri del Klan, nonché con l'estirpazione del terrorismo suprematista dalle loro comunità.
- Giornalismo locale di ultim'ora:
  - Redazioni del Providence Journal e dell'Evening Bulletin, per la collaborativa copertura di una rapina in banca e del successivo inseguimento da parte della polizia che ha portata alla cattura del malfattore.
- Giornalismo locale investigativo:
  - Edward J. Mowery, del New York World-Telegram, per aver raccontato i fatti che hanno portato alla liberazione di Louis Hoffner.
- Giornalismo nazionale:
  - Don Whitehead, dell'Associated Press, per il suo articolo intitolato The Great Deception, riguardante gli intricati accordi con cui veniva garantita la sicurezza del presidente eletto Dwight D. Eisenhower durante il tragitto da Morningside Heights, uno dei cinque distretto di New York, alla Corea.
- Giornalismo internazionale:
  - Austin Wehrwein, del Milwaukee Journal, per la sua serie di articoli sul Canada pubblicata durante il 1952.
- Editoriale:
  - Vermont Connecticut Royster, del The Wall Street Journal, per i suoi encomiabili editoriali scritti e pubblicati nel corso dell'anno 1952.
- Vignetta editoriale:
  - Edward D. Kuekes, del The Plain Dealer, per la vignetta intitolata Aftermath.
- Fotografia:
  - William M. Gallagher, del Flint Journal, per una fotografia che ritrae l'ex governatore Adlai E. Stevenson con un buco in una scarpa durante la campagna elettorale per le elezioni presidenziali del 1952.

- Menzione speciale:
  - The New York Times, per la sezione del suo numero domenicale scritta da Lester Markel e intitolata Review of the Week che, per diciassette anni, ha garantito ai suoi lettori commenti intelligenti e illuminanti.

## Letteratura, drammaturgia e musica
- Narrativa:
  - The Old Man and the Sea, di Ernest Hemingway (Scribner).
- Drammaturgia:
  - Picnic, di William Inge (Random House).
- Storia:
  - The Era of Good Feelings, di George Dangerfield (Harcourt).
- Biografie o Autobiografie:
  - Edmund Pendleton 1721-1803, di David J. Mays (Harvard University Press)
- Poesia:
  - Collected Poems 1917-1952, di Archibald MacLeish (Houghton Mifflin).
- Musica:
  - Non assegnato.